# Mauritiusduva
Mauritiusduva (Nesoenas cicur) är en utdöd fågel i familjen duvor inom ordningen duvfåglar som förekom på ön Mauritius. Fågeln är endast känd från nyligen funna benlämningar och tros ha dött ut omkring 1730 på grund av jakt, predation av införda råttor och avskogning.